# Велиц, Петер
Петер Велиц (словац. Peter Velits, род. 21 февраля 1985 в Братиславе, ЧССР) — словацкий профессиональный шоссейный велогонщик. Чемпион мира до 23 лет в групповой гонке 2004 года. Трёхкратный чемпион мира в командной гонке на время в составе команд Omega Pharma-Quick Step и BMC Racing Team в 2012,  2013 и 2014 годах. Брат-близнец Мартина Велица, также профессионального словацкого шоссейного велогонщика.

## Детство
Родился в Братиславе, но вместе с семьей в 1998 году переехали в Пухов. Зимой он играл хоккей, постепенно вместе с братом начали заниматься велоспортом. В их спортивном росте участвовали в основном их отец Ладислав Велиц и дядя Тибор Велиц.

## Юниорская карьера
Он уже был одним из лучших в мире среди юниоров. Он занял второе место в кубке мира среди юниоров в 2003 году. Его первой командой была словацкая Дукла Тренчин Мерида. Затем он был в южноафриканской команде Konica-Minolta, где у него было преимущество, так как он мог участвовать в гонках, проводимых зимой. Его успешная младшая карьера завершилась титулом чемпиона мира до 23 лет в Штутгарте.

## Профессиональная карьера
Профессиональную карьеру начали братья Велиц в немецкой команде Wiesenhof - Felt. В конце сезона 2007 узнали, что эта команда закрывается. В первую очередь благодаря титулу чемпиона мира оба брата получили много предложений и подписали двухлетний контракт с немецкой командой Милрам. В 2008 году Майка Милрама стартовала на Тур де Франс. С 2010 года братья Велицы выступали в команде HTC Highroad в США. В ней он получил свой лучший результат в профессиональной карьере, заняв второе место на этапе Vuelta и España. В 2011 году он занял третье место в Тур де Франс, будучи одним из лидеров команды HTC Highroad в общем зачёте команда заняла девятнадцатое место.

## Факты
- В 2007, 2009 и 2010 годах он был объявлен велосипедистом года в Словакии.
- На велосипеде в год проезжает около 30 тысяч километров.

- Его хорошим другом является словацкий хоккеист Здено Хара.

## Победы
| 2003 - Чемпионат Словакии средю юниоров: - Чемпион в групповой гонке - Чемпион в индивидуальной гонке на время - Юниорский Кубок мира — 2-е место 2005 - Чемпион Словакии до 23 лет в индивидуальной гонке на время 2006 - Чемпион Словакии до 23 лет в индивидуальной гонке на время - Джиро дель Капо — этап 2 и генеральная классификация - Гран-при Кооператива 2007 - Чемпион мира до 23 лет в групповой гонке - Гран-при Фурми 2009 - Гран-при кантона Аргау | 2010 - Вуэльта Испании — этапы 1 (ТТТ) и 17, 2-е место в общем зачёте 2012 - Чемпион мира в командной гонке на время - Чемпион Словакии в индивидуальной гонке на время - Тур Омана — генеральная классификация 2013 - Чемпион мира в командной гонке на время - Чемпион Словакии в индивидуальной гонке на время 2014 - Чемпион мира в командной гонке на время - Чемпион Словакии в индивидуальной гонке на время |

## Статистика выступлений наГранд Турах
| Гранд Тур | 2008 | 2009 | 2010 | 2011 | 2012 | 2013 | 2014 |
| --------- | ---- | ---- | ---- | ---- | ---- | ---- | ---- |
| Джиро     | -    | -    | -    | -    | -    | -    | -    |
| Тур       | 58   | 32   | -    | 18   | 27   | 25   | 27   |
| Вуэльта   | -    | -    | 2    | -    | -    | -    | -    |